# Мови Південного Судану
Мови Південного Судану — мови спілкування народів Південного Судану.
За повідомленням голови Міністерства законодавчих справ уряду Південного Судану Джона Люка, офіційною мовою країни за новою Конституції визнано англійську, проте більшість населення її не знає, а мовою міжнаціонального спілкування неофіційно продовжує залишатися арабська. Серед найпоширеніших мов в Південному Судані — Дінка (найпоширеніша), Нуер, Ачолі, Маді, Отуго, Барі, Лопіт, Дінґідінґа, Занде, Абукайя, Муру, Муруле, Топоса, Буйя, Парі, Шіллук, Аньвак і Ланге. Їхні назви збігаються з назвами етнічних груп чи племен, які є носіями цих мов та говірок.

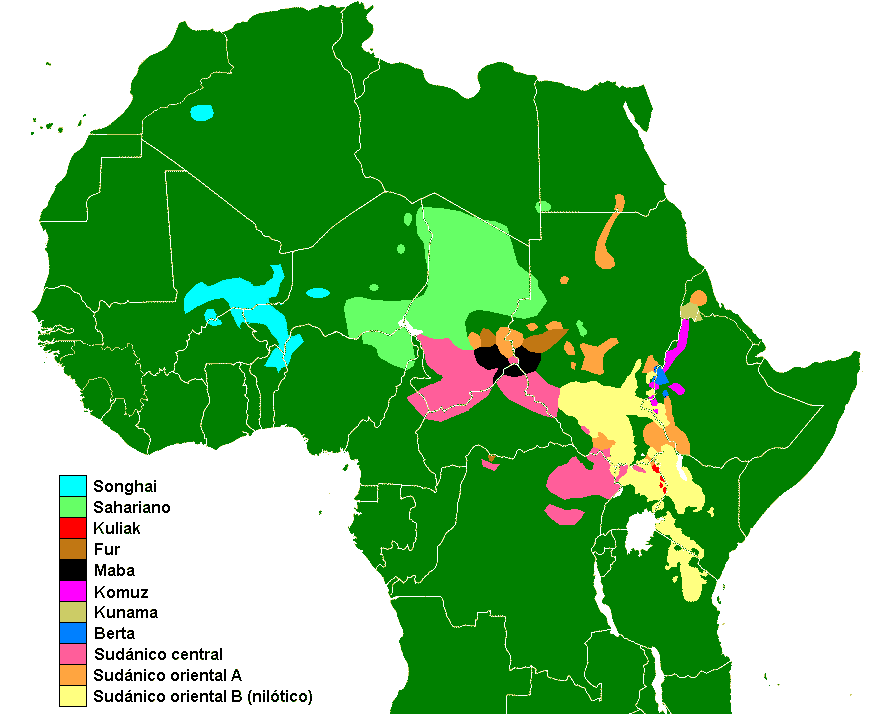
Поширення ніло-сахарських мов. Східно- та центральносуданські мови становлять у Південному Судані більшість.

Більшість жителів Південного Судану розмовляють численними Адамава-убангійськими, нілотськими, нубійськими, центральносуданськими та іншими мовами і діалектами.

## Мова динка
Мова народу динка (самоназва - Thuɔŋjäŋ ) — одна з найбільших мов серед мов етнічних груп Південного Судану. Кількість носіїв становить близько 2-3 млн. Мова поділяється на 5 великих діалектних зон. Термін Jaang іноді позначає всю сукупність діалектів динка, тоді як діалект Rek (Tonj) вважається стандартним, найпрестижнішим з погляду соціального статусу.

## Мова нуер
Мова нуер належить до західної гілки нілотських мов гіпотетичної Ніло-сахарської макросім'ї. Нуер поширений серед народності нуер в південному Судані, що є однією з найчисленніших народностей цього регіону (невелика кількість носіїв мови проживають також в Ефіопії).

## Мова ачолі
Мова етнічної групи ачолі, відома під різними самоназвами: Acholi, Acoli, Akoli, Acooli, Atscholi, Shuli, Gang, Lwoo, Lwo, Log Acoli, Dok Acoli і є мовою народності, що проживає на півдні району Опара (Південний Судан), а також у районах Гулу, Кітгум і Падер (відомих разом як Ачоліленд) на півночі Уганди. Станом на 1996 р. цією мовою розмовляло приблизно 773 800 осіб.
Мову ачолі добре розуміють носії інших мов: алур та угандійського Ланго.

## Мова шиллук
Мова шиллук належить до нілотської групи мов і поширена серед народу шиллук, що проживає в Південному Судані. У писемності використовується алфавіт на основі латинської графіки.